# Ulič
Ulič é um município da Eslováquia, situado no distrito de Snina, na região de Prešov. Tem 25,15 km² de área e sua população em 2018 foi estimada em 856 habitantes.

## Demografia
| Ano:        | 1994 | 2004   | 2014    | 2024    |
| ----------- | ---- | ------ | ------- | ------- |
| Broj ljudi: | 1128 | 1038   | 907     | 808     |
| Razlika:    |      | -7,97% | -12,62% | -10,91% |

| Ano:               | 2023 | 2024   |
| ------------------ | ---- | ------ |
| Número de pessoas: | 810  | 808    |
| Diferença:         |      | -0,24% |